# ETERNAL SNOW
「ETERNAL SNOW」（エターナルスノー）はChangin' My Lifeの4枚目のシングル。

## 内容
｢ETERNAL SNOW｣は非常にしっとりとしたバラードになっている。c/wの｢SMILE｣は非常に明るい曲である。
Changin' My Lifeの4thシングルであり、「満月をさがして」ではフルムーン(声優:myco)の2ndシングルで、フルムーン（神山満月）の父親のバンド「ROUTE:L」の楽曲のカバーという扱いになっている。このためか、作中の挿入歌として使用される際は2番の歌詞は使われなかった。アニメ側からの依頼によりこのような楽曲になったわけではないらしいが、アニメ第42話では楽曲名と同じサブタイトル「エターナルスノー」が採用されるなど、大きい影響を与えた。
また、タクト(声優:斎藤恭央)、若松円（声優:可名）が歌うバージョンもある。前者はロック調、後者はダンスミュージック調のアレンジとなっている。なお、このCDの「ETERNAL SNOW(diamond dust mix)」は、作中で若松円が歌うバージョンのアレンジに準じているが、これはmycoの歌唱によるもの。声優によるカバーバージョンは、「満月をさがして オリジナルサウンドトラック2」に収録されている。
また初めて東芝EMIが発売したDVD VIDEO SOUNDである。

## 収録曲
1. ETERNAL SNOW
  - 作詞：myco／作曲：田辺晋太郎／編曲：本田優一郎、辺見鑑孝
  - テレビ東京系アニメ『満月をさがして』エンディング曲、挿入曲。
2. SMILE
  - 作詞：myco／作曲：田辺晋太郎／編曲：辺見鑑孝
  - 『満月をさがして』挿入曲。
3. ETERNAL SNOW(diamond dust mix)
4. ETERNAL SNOW(instrumental)
5. SMILE(instrumental)

## 関連
- Changin' My Life
- 満月をさがして